# Киричешти (Валча)
Киричешти (рум. Chiricești) насеље је у Румунији у округу Валча у општини Ладешти. Oпштина се налази на надморској висини од 302 m.

## Становништво
Према подацима из 2002. године у насељу је живело 321 становника, од којих су сви румунске националности.